# Les Parisiennes
A Les Parisiennes egy, az 1960-as években aktív francia könnyűzenei együttes volt, amely a yé-yé stílus reprezentánsaként vált ismertté. A formációban négy táncosnő – Raymonde Bronstein, Anne Lefébure, Hélène Longuet és Anne-Marie Royer – énekelt, jellemzően egy szólamban, zenekari kísérettel. Az együttes létesítésének ötletgazdája Claude Bolling, producerük pedig Roland Petit volt; nevük jelentése egyszerűen „Párizsi Lányok”.

## Története
Az együttes által előadott dalok zenéjét nagyrészt Claude Bolling, szövegeiket Frank Gérald szerezte. Ismertebbé vált dalaik a következők voltak:
- 1964: Il fait trop beau pour travailler, Les parisiennes sont toujours pressées (az előbbi az együttes első sikerszáma is volt egyben)
- 1965: Fans de Mozart (Françoise Dorin szövegével)
- 1966: L'argent ne fait pas le bonheur, Le tunnel sous la Manche

Egyéb sikeres, népszerű számaik közt említhető az Il va falloir se mettre au régime és a Les zozos 1965-ből, valamint a Le 30 février és a La de Dion-Bouton 1966-ból.
1967-ben kiadták az Un tout petit pantin című dalt, amely a francia nyelvű verziója volt Sandie Shaw Puppet on a String című, világsikerű – abban az évben Eurovízió-győztes – dalának.
Az együttes az 1970-es évek elején oszlott fel, tagjai közül Raymonde Bronstein később szólókarriert csinált Raymonde Beretta néven, Anne Lefébure pedig tévés személyiségként hasznosította ismertségét és népszerűségét. Az évek során a Les Parisiennes többször is újraalakult rövidebb időszakokra különböző tagokkal, legutóbb 2018–2019-ben Arielle Dombasle, Mareva Galanter, Inna Modja, Helena Noguerra felállásban.

## Képgaléria (2018-as felállás)

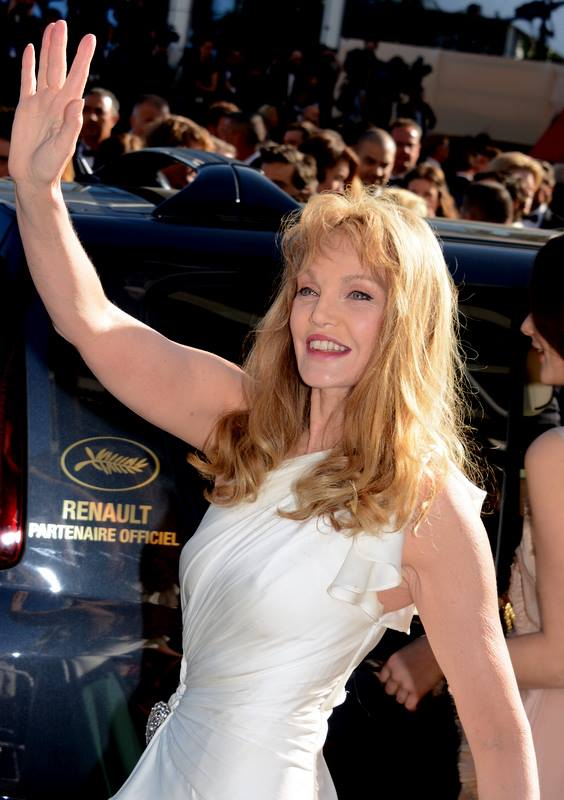
Arielle Dombasle
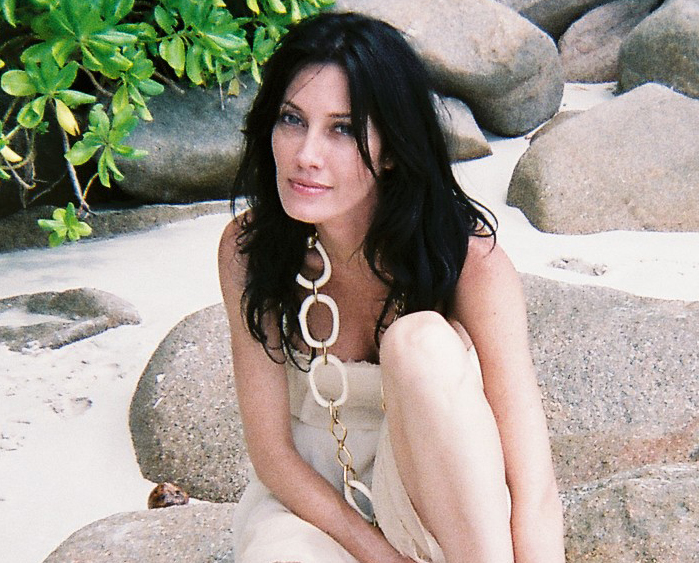
Mareva Galanter
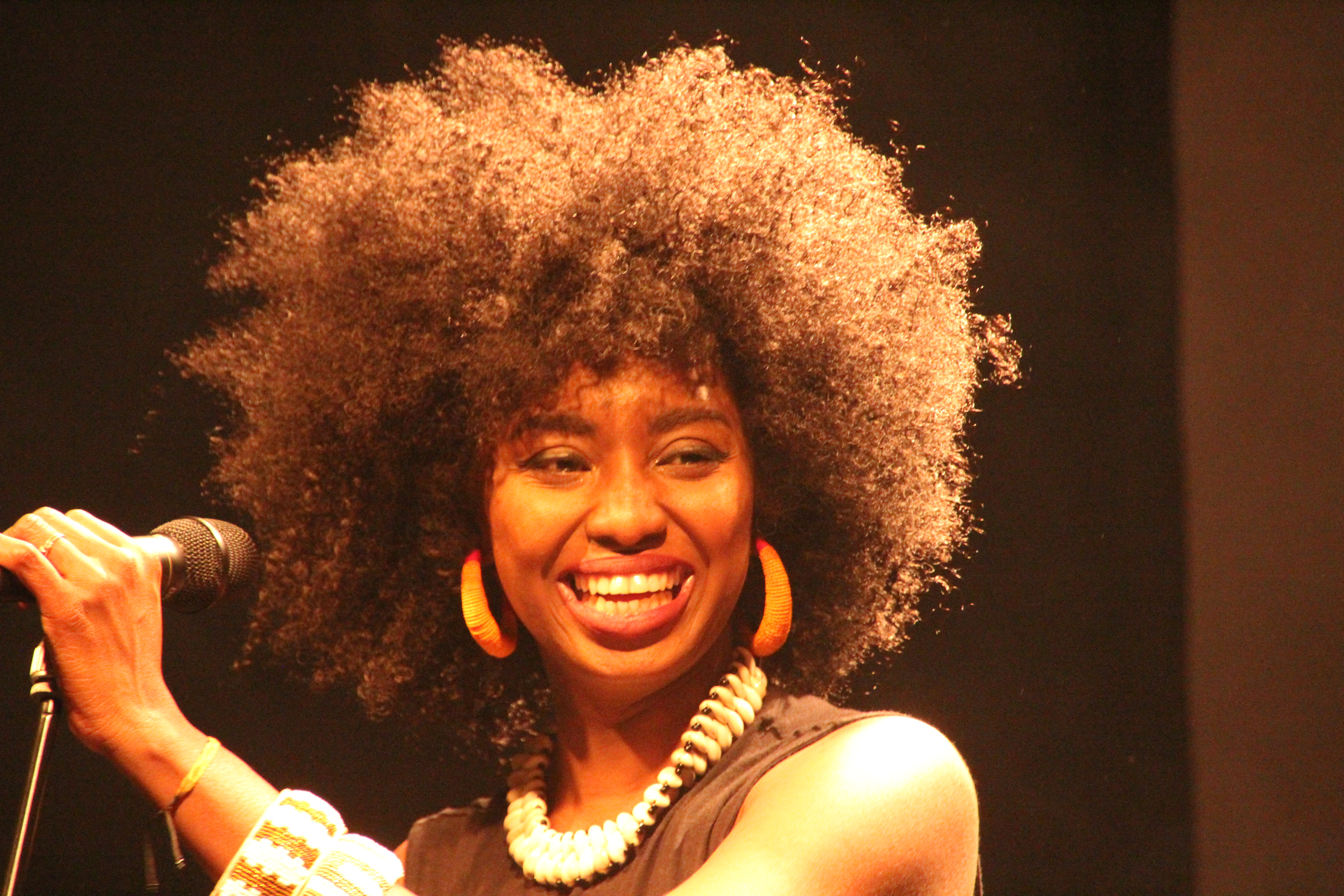
Inna Modja
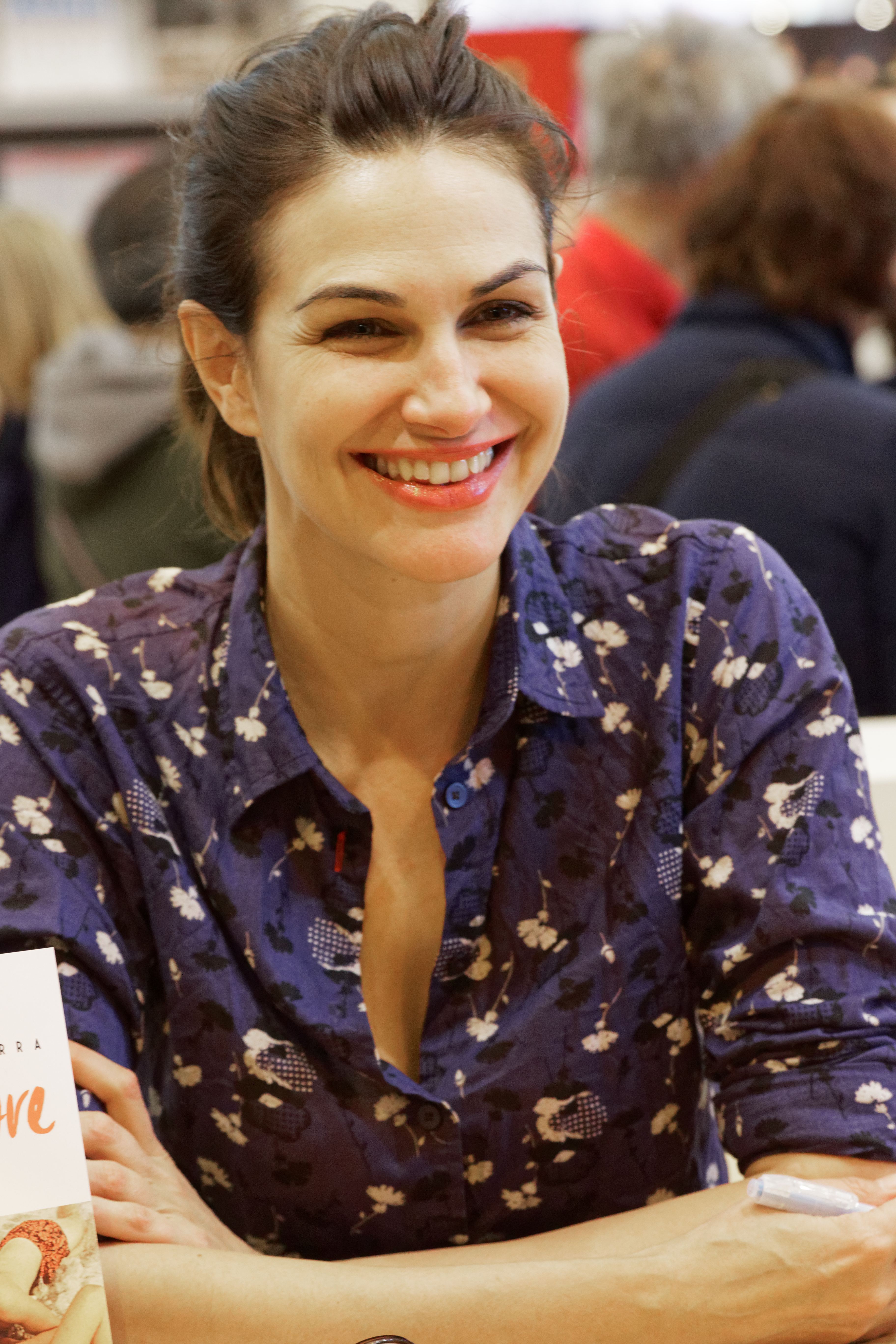
Helena Noguerra

## Külső hivatkozások
- Az együttesről a Teppaz and co oldalon
- Az együttesről a bide-et-musique.com oldalon
- Diszkográfiájuk az Encyclopédisque oldalon
- Diszkográfiájuk a retrojeunesse60.com oldalon